# Ab Caransa
Abraham (Ab) Caransa (Amsterdam, 19 augustus 1927 - aldaar, 2006) was een Nederlandse schrijver die jaren actief lid is geweest van de Liberaal Joodse Gemeente in Amsterdam en van de Amsterdamse vrijmetselaarsloge Concordia Vincit Animos nr. 5.

## Levensloop
Caransa groeide op in een Joods gezin in de Amsterdamse Transvaalbuurt. Na twee eerdere pogingen werd het uit drie personen bestaande gezin in september 1943 definitief gedeporteerd. Ab Caransa vertrok met zijn vader Westerbork op 5 april 1944 met de trein naar Theresienstadt en vervolgens naar Gleiwitz.
Hij beschrijft zichzelf als vrijzinnig agnost. Hij voelt zich verbonden met de ethicus-filosoof Abraham Joshua Heschel (1907-1972). Zijn boeken gaan voornamelijk over het Jodendom, vrijmetselarij en de gebeurtenissen voor en tijdens de Duitse bezetting van Nederland.